# Amma Sewaa
Amma Sewaa est une Asantehemaa de l'Empire ashanti entre 1819 et probablement 1820. En tant que fille d'Akyaama, elle souffre de son bannissement dynastique jusqu'en 1804, date à partir de laquelle elle est réintégrée dans la dynastie sous le lignage de Konadu Yaadom. Elle se trouve au cœur des conflits internes du clan Oyoko et est connue dans la culture populaire ghanéenne comme la reine mère accompagnée par la mort pénible et douloureuse. En effet, ses mariages successifs sont la conséquence de deux morts dans des circonstances étranges et deux de ses fils sont probablement tués par un agent de Konadu Yaadom. Elle vit sous la menace de mort jusqu'à ce que le bannissement soit soulevé et meurt peu de temps après avoir succédé à Adoma Akosua en tant qu'Asantehemaa. Elle est également la mère de Kwaku Dua I et d'Afua Sarpon.

## Biographie
Amma Sewaa est la fille d'Akyaama, une Asantehenaa déchue soumise à un effacement dynastique qui reclasse Amma Sewaa dans le lignage de Konadu Yaadom par manipulation généalogique. En tant que fille d'Akyaama, elle se trouve au cœur des conflits dynastiques qui en découlent et qui entachent le règne de son frère Osei Kwame Panyin. De son premier mariage avec Apaw Panin, elle a trois enfants dont Afua Sarpon, mère d'Afua Kobi. Son second mariage se fait apparemment en dehors des coutumes du clan Oyoko, selon le choix d'Amma Sewaa, avec Boakye Yam Kumaa. De cette union naissent trois fils dont  Kwaku Dua I vers 1797. Dans la tradition orale, la rumeur circule que Kwaku Dua I est le fils incestueux d'Amma Sewaa et Osei Kwame Panyin. Durant le règne de Konadu Yaadom, elle perd ses deux fils aînés dans des circonstances incertaines vers 1800, probablement tués par un agent de Konadu. Il ne s'agit pas de la première mort dans des circonstances incertaines puisque le premier et second mari d'Amma Sewaa subissent le même sort. 
Vers 1800, elle accompagne Osei Kwame Panyin dans sa fuite jusqu'à Dwaben. La tradition orale prétend qu'ils y vivent une idylle. Cependant, Amma Sewaa y est rapidement remarié à un fils du roi de Dwaben, Okyere Kotoku. Durant son exil, elle reçoit plusieurs menaces de Konadu Yaadom sous la forme de cadeaux. Le plus célèbre d'entre eux est un kente dont le motif possède un sens précis lui rappelant qu'elle est sous le coup d'une menace de mort permanente de la part de l'Asantehemaa en place. Ce motif signifie nkum me fie nko su me abo nten (ne me tuez pas en privé ni ne me pleurez en public). Son frère Osei Kwame envisage de créer un nouveau trône pour que sa sœur devienne Asantehemaa, afin de destituer Konadu Yaadom. Cependant son plan échoue et il abdique ou se suicide en 1803. 
Après le décès de Opoku Fofie, successeur d'Osei Kwame, en 1804, la lignée royale Oyoko est menacée et le bannissement des descendants d'Akyaama est levé. C'est dans ce contexte qu'Amma Sewaa et ses enfants peuvent revenir au quartier royal de Kumasi. En 1819, après la tentative d'usurpation du trône par Adoma Akosua et sa destitution, Amma Sewaa monte sur le trône d'Asantehemaa. Elle meurt probablement dans l'année, ou en 1820.

## Postérité
Amma Serwaa wuo ye ya (la mort pénible et douloureuse d'Amma Serwaa) est une expression de la tradition orale et de la littérature du Ghana qui désigne un tissu funéraire spécifique.